# Christophe Berthonneau
Christophe Berthonneau (* 1963) ist ein Regisseur, Szenograph und Produzent. Er hat sich sowohl mit seinen Originalkreationen als auch mit Feuerwerken zu internationalen Anlässen einen Namen gemacht. Er ist Geschäftsführer und künstlerischer Direktor von Groupe F.

## Leben
Christophe Berthonneau wurde 1963 geboren und wuchs in einem vielfältig geprägten kreativen Umfeld auf. Bereits im Alter von 13 Jahren entschied er sich für die darstellenden Künste als Lebensziel. Er beteiligte sich danach an einer Vielzahl von künstlerischen Abenteuern, hauptsächlich in öffentlichen Bereichen. Fasziniert von der dramatischen Kraft des Feuers machte er sich im Alter von 18 Jahren daran, dieses Medium umfassend zu erforschen. Seine künstlerischen und technischen Experimente bilden heute die Grundlage zahlreicher Anwendungen in vielen Bereichen der Unterhaltungsbranche.
1992 kam er zu Groupe F und stellte ein interdisziplinäres Team für die Kreation von Oiseaux de Feu (Feuervögel) zusammen, der ersten formübergreifenden Darbietung der Gruppe, in der die Sprache des Lichts in all ihren Spielarten zum Ausdruck kommt. Seitdem konzipiert und inszeniert er Shows und Events unter freiem Himmel, die um die Welt gehen.
Er experimentiert auf neuen szenographischen, künstlerischen und pyrotechnischen Gebieten und inszeniert zeitgenössische Oeuvres im Theater- und Eventbereich.

## Werke

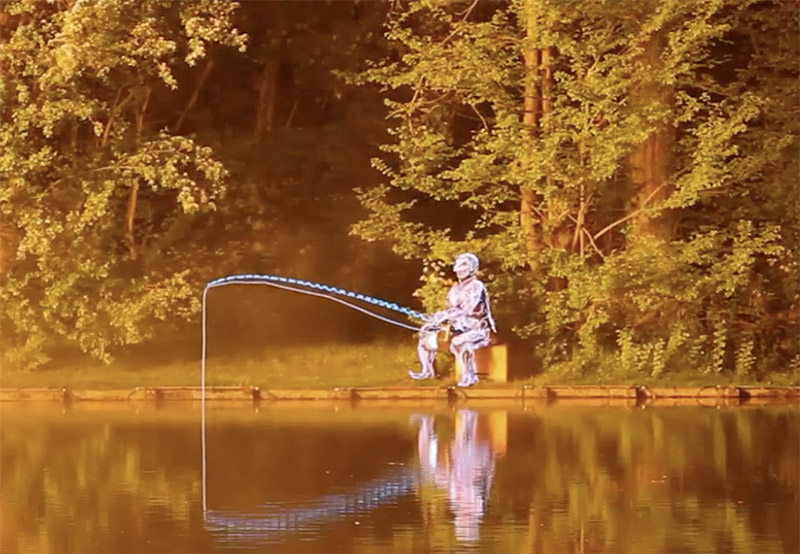
Migrations, la saga des photons, 2013

### Inszenierungen und Open-Air-Events (Auswahl)
- Les Oiseaux de Feu (aufTourneevon 1994 bis 2000)
- Un peu plus de Lumière (aufTourneevon 1997 bis 2010)
- Joueurs de Lumière (aufTourneevon 2004 bis 2010)
- Coups de Foudre (aufTourneevon 2008 bis 2010)
- Im Schloss Versailles: La Face cachée du Soleil (2007 und 2008)
- L’Autre Monde, Les États et Empires du Soleil (2009)
- Les Noces Royales de Louis XIV (2010)
- Le Roi de Feu (2015, 2016, 2017)
- Serie „Migrations“ (seit 2012)
- Rhone, in Arles für die Eröffnung von Marseille Provence, Kulturhauptstadt Europas 2013
- Focus – La Saga des Photons, zum Auftakt von Dünkirchen Regionale Kulturhauptstadt 2013
- À Fleur de Peau (auf Tournee seit 2014)
- Am Pont du Gard: Lux Populi (2008), Impressions (2011), Ludolux (2012), Ulysse au pays des merveilles (2013), Le Magicien d’eau (2014), Les Mondes Magiques (2015), Feux Gaulois (2016), Feux Romains (2017).
- Suspended time, Originalkreation zum 50. Jahrestag des Albums Sgt. Pepper’s Lonely Hearts Club Band der Beatles, für das Festival Sgt Pepper at 50, Liverpool, 2017
- Vives réflexions, Show zur Einweihung des Louvre Abou Dabi, 2017

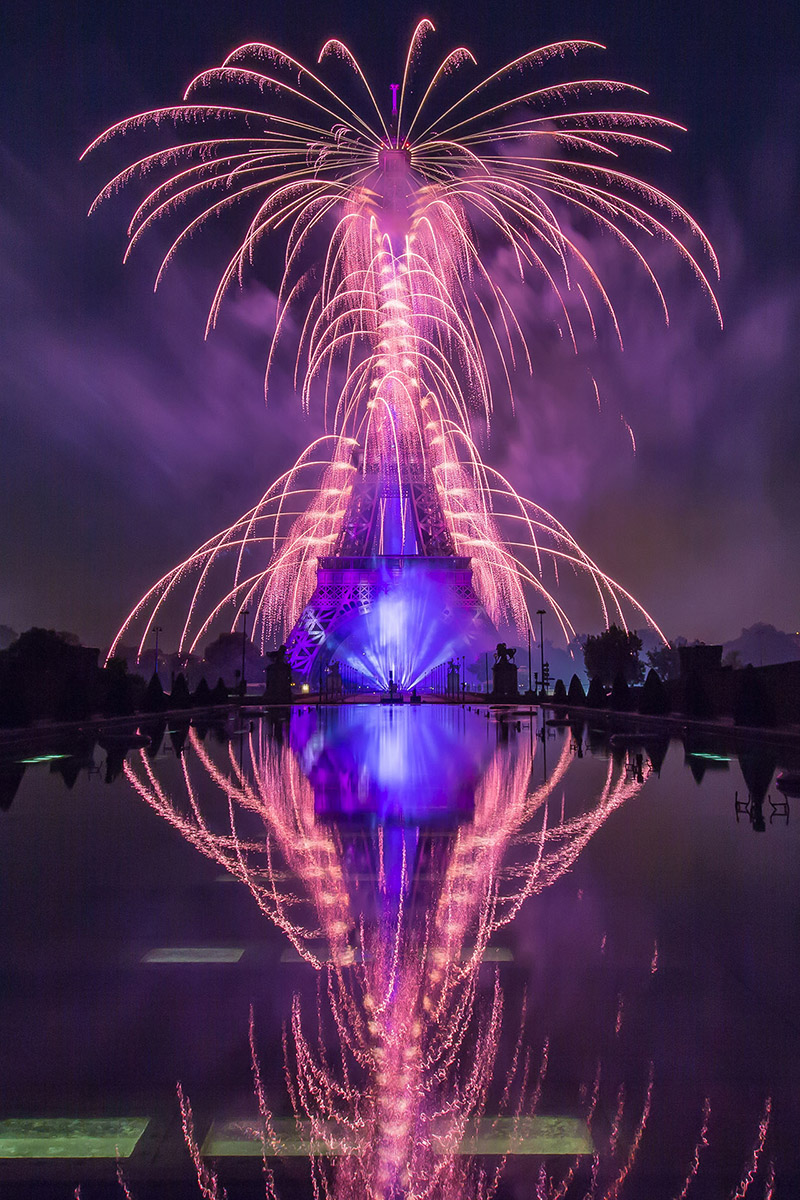
Paris empfängt die Welt, Eiffelturm, 14. Juli 2015

### Pyrotechnik-Designs (Auswahl)
- Abschluss der Olympischen Sommerspiele 1992 von Barcelona
- Abschluss der Fußball-Weltmeisterschaft 1998
- Silvestershow zum Jahr 2000 am Eiffelturm
- Eröffnung und Abschluss der Olympischen Sommerspiele 2004 und Sommer-Paralympics 2004 von Athen
- Einweihung der Rio-Andirrio-Brücke von Patras 2004
- Abschluss forum universel des cultures in Barcelona, 2004
- Sylvester in London auf dem London Eye, 2004 bis 2009
- Eröffnung und Abschluss der Olympischen Winterspiele 2006 und Winter-Paralympics 2006 von Turin
- Einweihung Museum für Islamische Kunst (Doha) 2008
- Eröffnung der Ausstellung Jeff Koons im Schloss von Versailles, 2008
- Einweihung des Burj Khalifa 2010
- Eröffnung und Abschluss der Fußball-Asienmeisterschaft in Doha 2011
- Pyrotechnisches Design für Cai Guo-Qiang, „One Night Stand (Aventure d’un soir)“ für die Nuit blanche (kulturelle Veranstaltung) 2013
- Feuerwerk auf dem Eiffelturm zum Nationalfeiertag 2004, 2009, 2014, 2015, 2016, 2018
- Feiern zur Eröffnung und Abschluss der Olympischen Sommerspiele 2016 und Sommer-Paralympics 2016 von Rio de Janeiro
- Anlässlich des Neujahrs 2021 im Schloss Versailles

### Multimedia-Kreationen (Auswahl)
- 150. Geburtstag von Gaudí auf der Sagrada Familia 2001
- 120 Jahre Eiffelturm 2009
- Zweihundertjahrfeier Mexiko 2010
- Les Noces Royales de Louis XIV im Schloss Versailles 2010

## Bibliographie
Christophe Berthonneau hat an zwei Publikationen mitgewirkt, die im Verlag Actes Sud erschienen sind:
- Le Théâtre du Feu, 2002.
- Feux Royaux à Versailles, 2008.

## Auszeichnungen
- Officier des Ordre des Arts et des Lettres (französischer Orden der Künste und der Literatur), 2011
- Preis Créateur sans frontière, verliehen von Cultures France, 2007
- TEA Award für eine außerordentliche Darbietung zum Top de l’an 2000, der Jahrtausendwende am Eiffelturm, 2000
- Gekürt als einer der 50 einflussreichsten Franzosen durch die Zeitschrift Vanity Fair, 2015
- Ehrenbürger der Städte Maubeuge und Arles

| Personendaten    | Personendaten                       |
| ---------------- | ----------------------------------- |
| NAME             | Berthonneau, Christophe             |
| KURZBESCHREIBUNG | Regisseur, Szenograph und Produzent |
| GEBURTSDATUM     | 1963                                |